# Base navale de Pearl Harbor
La base navale de Pearl Harbor est une base de l'United States Navy située dans la baie de Pearl Harbor sur l'île d'Oahu, dans l'État américain d'Hawaï. Créée en 1899, elle abrite le siège de l'United States Pacific Fleet. Le dimanche 7 décembre 1941, elle subit une violente attaque aérienne surprise menée par l'empire du Japon contre les États-Unis, ce qui provoque l'entrée de ce pays, jusqu'alors neutre, dans la Seconde Guerre mondiale aux côtés des Alliés.

## Histoire

### Histoire du site

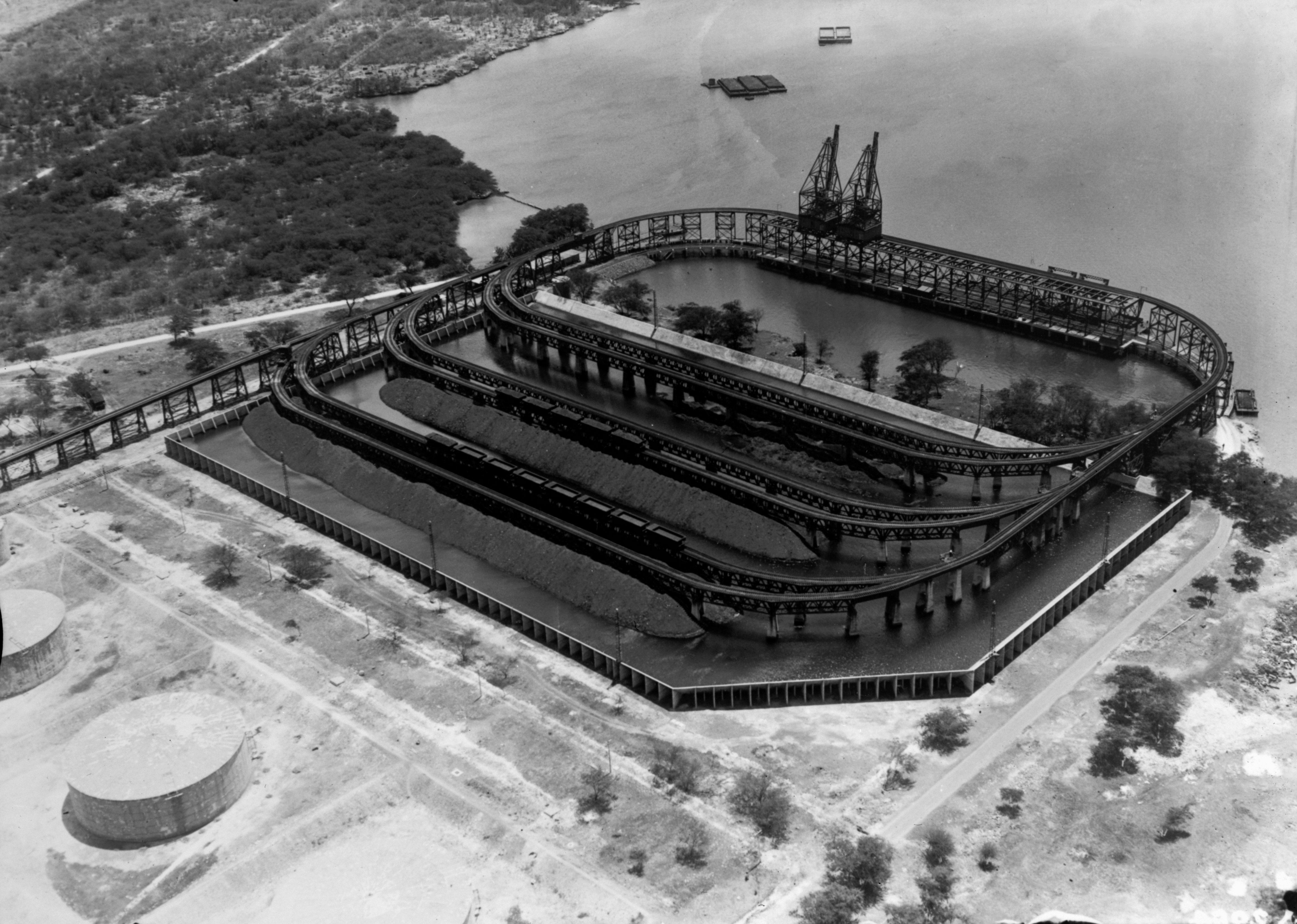
Le dépôt de charbon en 1919.

Depuis 1873, les États-Unis cherchent à établir un traité avec le royaume d’Hawaï mais il faut attendre le successeur du roi Lunalilo, le roi Kalakaua, plus sensible aux avantages économiques du traité. Les États-Unis et le royaume d'Hawaï signèrent le traité de réciprocité de 1875,. Le traité ouvre pour le Royaume d’Hawaï, l’accès au marché des États-Unis pour le sucre et d'autres produits agricoles à partir de septembre 1876. En retour, les États-Unis gagnent des terres dans une zone connue sous le nom de Puʻu Loa renommée plus tard Pearl Harbor. Le traité conduit à d'importants investissements des Américains dans les plantations de sucre à Hawaï. Le traité de 1875 est complété par la convention du 6 décembre 1884 et ratifié en 1887. Il concède un accès exclusif aux Américains à Pearl Harbor et leur permet d'établir un dépôt de charbon et des équipements de réparation navale.
Le 20 janvier 1887, le Sénat des États-Unis autorise l'US Navy à louer l’accès à Pearl Harbor pour ses navires. Malgré de vives critiques de la part de la Grande-Bretagne et de la France contre l’arrivée américaine à Hawaii, l’US Navy prend possession du port de Pearl Harbor le 9 novembre 1887. La baie de Pearl Harbor est réaménagée pour permettre l’accès à un plus grand nombre de navires de la marine. On construit un dépôt de charbon et on installe des moyens de réparation et d'entretien pour les navires américains. Mais l'entrée dans la baie se faisant par un canal peu profond, les navires de lourd tonnage ne peuvent entrer dans le port, et les États-Unis ne font pas de travaux supplémentaires durant douze ans ; il faut attendre pour cela l'annexion du royaume d'Hawaï.
La guerre hispano-américaine de 1898 et la volonté des États-Unis d’accroître leur présence dans le Pacifique conduisirent à l'annexion de l'archipel entre 1893 et 1898. Après l'annexion d’Hawaii (en), en mai 1899, le commandant John F. Merry est envoyé par le ministère de la Marine. Il prend immédiatement le contrôle du dépôt de charbon et de ses équipements. Pour compléter les installations, il réaffecte le remorqueur USS Iroquois (en) et deux barges à charbon au dépôt. Les efforts du commandant John F. Merry aboutissent à la création de la Naval Station, Honolulu le 17 novembre 1899. Le 2 février 1900, le nom de la base change pour Naval Station, Hawaii.

### De 1899 à 1941

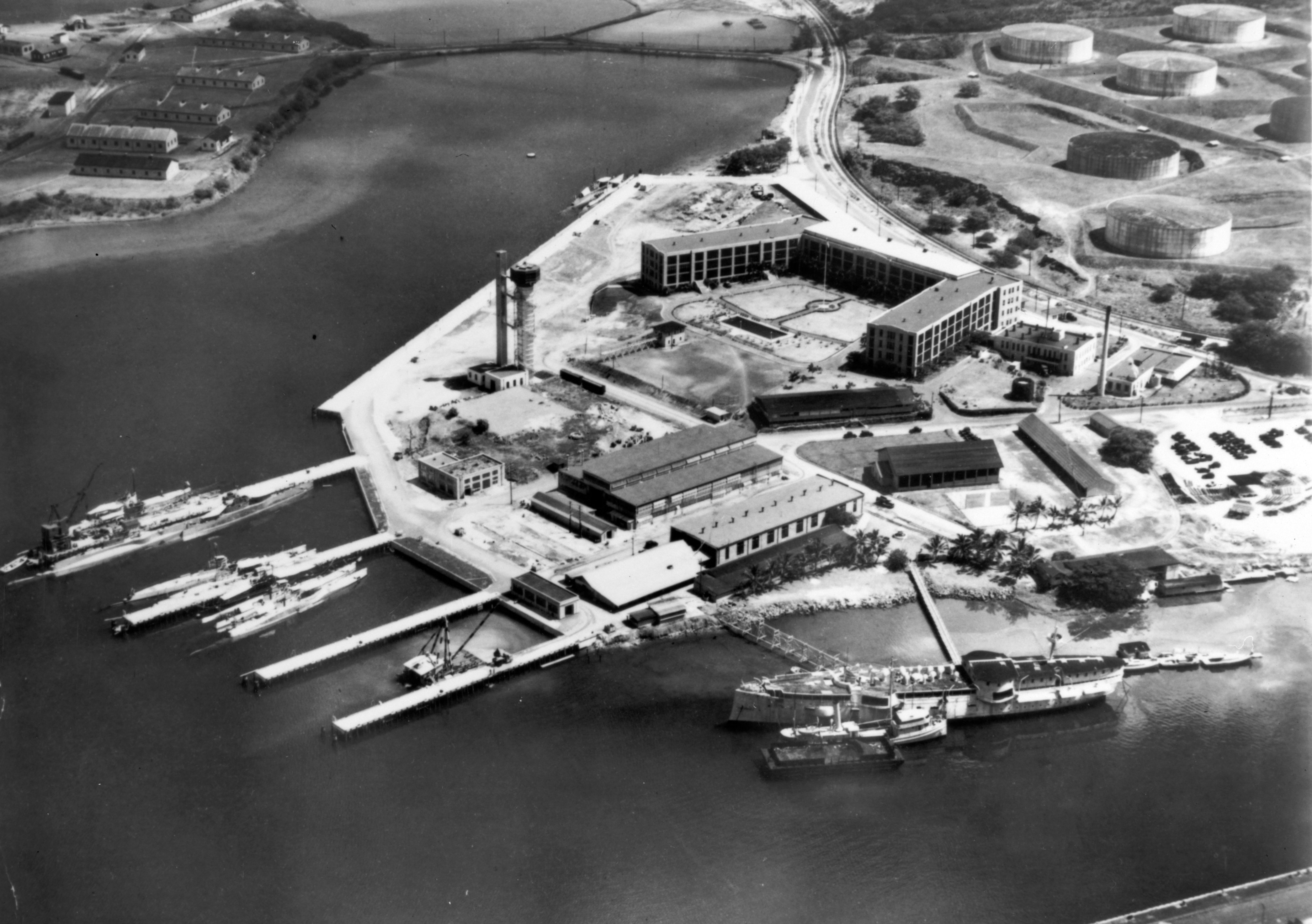
La base sous-marine dans les années 1930

L'intérêt des États-Unis pour les affaires du Pacifique ne cesse de croître au début du XXe siècle. La situation d'Hawaï en plein Pacifique en fait une base idéale afin de promouvoir les intérêts américains dans l'Extrême-Orient et protéger les voies maritimes vitales du canal de Panama à la côte ouest des États-Unis. La création de la base navale en 1899 permet à la marine américaine de se lancer à la recherche d’avant-postes territoriaux. En octobre 1899, USS Nero (en) et l’ Iroquois explorent des voies en direction de Midway et Guam. Une des raisons de ces explorations était d’ouvrir une liaison maritime vers Luçon. Mais, au tournant du XIXe siècle, le développement de la base est entravé par deux événements. En raison d’une pénurie de charbon grave en 1899, le commandant doit vendre du charbon à la Société de chemins de fer Oahu Railway and Land Company et à la société Inter-Island Steam Navigation Company. Quelques mois plus tard, la peste bubonique touche la base qui est mise en quarantaine entre décembre 1899 et février 1900. On compte environ 61 décès à Honolulu à cette période. Les travaux d’agrandissement de la base sont retardés en même temps que les projets naissants de la marine dans le Pacifique.
La loi du 13 mai 1908 autorise l'élargissement et le dragage du canal de Pearl Harbor pour permettre l’accès à de plus grands navires, la construction de magasins d'approvisionnement et la construction d'une cale sèche. À partir de 1909, et au cours des dix années suivantes, la base ne cesse de se développer avec la construction de nouvelles installations tandis que le canal et le lac sont approfondis pour accueillir les plus gros navires de la marine. Avec l’installation d’autres agences gouvernementales sur les terrains de la marine à Honolulu, la décision est prise en août 1913 de commencer à déplacer l’essentiel de ses activités à Pearl Harbor. La marine affecte vingt millions de dollars à la transformation de Pearl Harbor en une base navale de premier ordre. La construction de la première cale sèche débute en 1909 et, malgré l’opposition des autochtones et les dégâts engendrés par un séisme, les travaux se terminent en 1919. Ce projet aura coûté à lui seul cinq millions de dollars. Le dragage du canal d’entrée à Pearl Harbor commence en 1910 et, le 14 décembre 1911, l'USS California est le premier grand navire de guerre à passer le canal rénové de Pearl Harbor. Les premiers sous-marins arrivent à Honolulu en août 1914. Quatre sous-marins de la classe F (l'USS F-1, l'USS F-2), l'USS F-3, et l'USS F-4) stationnent au Pier 5 à Honolulu Harbor. La Schofield Barracks (en), est construite en 1909 afin d’abriter l'artillerie et des unités de la cavalerie et d'infanterie. C’est l’un des plus grands postes de l'armée américaine de l'époque.
L'île de Ford au milieu du port de Pearl Harbor est achetée en 1917, pour une utilisation conjointe par l'US Army et la Navy afin d’implanter un terrain d'aviation militaire, Luke Field. Les premiers équipages arrivent en 1919, et l'année suivante la Naval Air Station est créée.
Malgré une baisse générale des crédits liée à la fin de la Première Guerre mondiale, la base continue de grandir dans les années 1920. En 1923, la marine acquiert de nouveaux terrains de l'autre côté de l'île afin d'établir une base aéronavale. Les deux bases aériennes naissantes fonctionnent côte à côte. En 1934, l'Army Air Corps supervise la construction d'une nouvelle base aérienne de 2 200 hectares, Hickam Field, qui est complétée et activée en 1938, devenant ainsi le principal aérodrome d’Hawaï. La marine prend alors en charge les installations de l'armée sur l'île de Ford, qui va accueillir les opérations de transport de la flotte du Pacifique. En 1934, Minecraft Base, Fleet Air Base, et la base sous-marine sont officiellement ajoutées aux installations existantes. En 1936, sont entrepris des travaux supplémentaires afin d’améliorer l’entrée du canal. L’US Navy décide aussi de construire des installations de réparation afin de faire de Pearl Harbor une base de réparation et d’entretien majeure similaire à Mare Island en Californie et Puget Sound dans l'État de Washington.
Lors de l’expansionnisme du Japon dans les années 1930 et avec le déclenchement de la Seconde Guerre mondiale en Europe, des efforts sont entrepris pour renforcer la base. Des exercices de la flotte américaine du Pacifique sont organisés au large d'Hawaï en 1940. À la suite de ces manœuvres, la flotte reste à Pearl Harbor, qui devient sa base permanente en février 1941. Avec l’installation de la flotte américaine du Pacifique à Pearl Harbor, la capacité d’ancrage est agrandie pour accueillir la totalité de la flotte dans la baie. En 1940, Hickam Field voit un flux croissant d'aéronefs faisant la navette avec les Philippines avec le renforcement de la présence américaine dans cette région du Pacifique.

### Attaque de Pearl Harbor

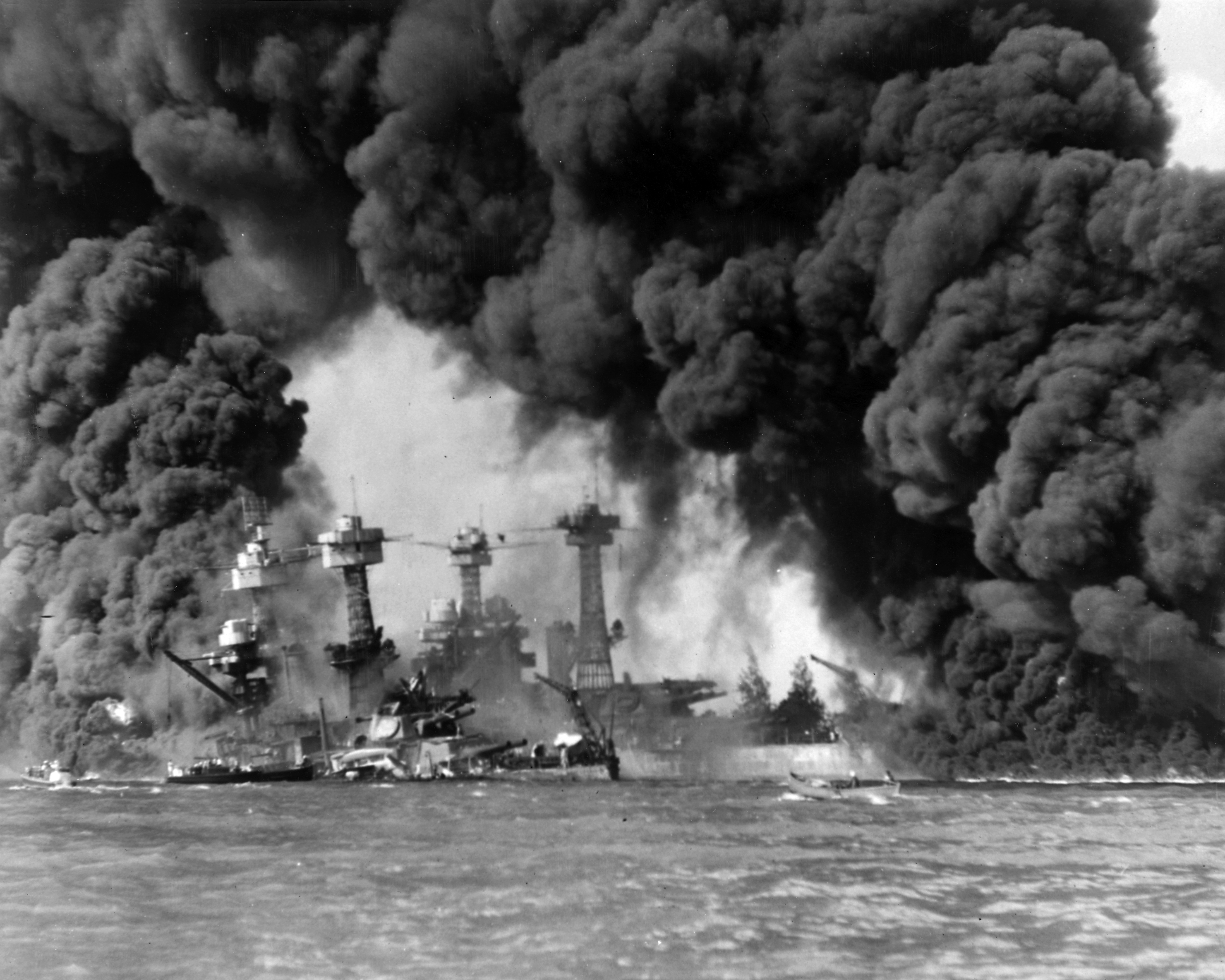
L'USS West Virginia et l'USS Tennessee après le raid.

Grâce aux activités de renseignement, les Américains savent qu'une attaque est susceptible de se produire, mais ils n'arrivent pas à découvrir avec certitude la cible de la Marine impériale japonaise. Ils évaluent cependant les Philippines comme la cible la plus probable. C’est sous le commandement des amiraux Isoroku Yamamoto et Chūichi Nagumo que l'attaque dévastatrice est menée contre la flotte américaine à Pearl Harbor.
À 06 h 05 le 7 décembre, les six porte-avions japonais lancent une première vague de 183 avions, principalement des bombardiers en piqué et des chasseurs. Les Japonais frappent les navires américains et les installations militaires à 07 h 51. La première vague attaque les aérodromes militaires de l'Île de Ford. À 08 h 30, une deuxième vague de 170 avions japonais, principalement des bombardiers avec torpilles, attaque la flotte ancrée à Pearl Harbor. Le cuirassé Arizona est frappé par une bombe anti-blindage qui pénètre dans le compartiment de munitions avant, soufflant le navire en quelques secondes. Il était l'un des huit cuirassés américains à quai, dont cinq sont coulés et trois autres gravement endommagés.
Dans l'ensemble, neuf navires de la flotte des États-Unis sont coulés et vingt et un navires sont gravement endommagés (dont trois totalement irréparables). Le nombre total de morts et disparus a atteint 2 402 et 1 282 blessés, dont 68 civils. Sur la totalité des hommes tués à Pearl Harbor, 1 177 le sont sur l’Arizona. Le Japon perd 29 avions sur les 350 déployés.

### Seconde Guerre mondiale

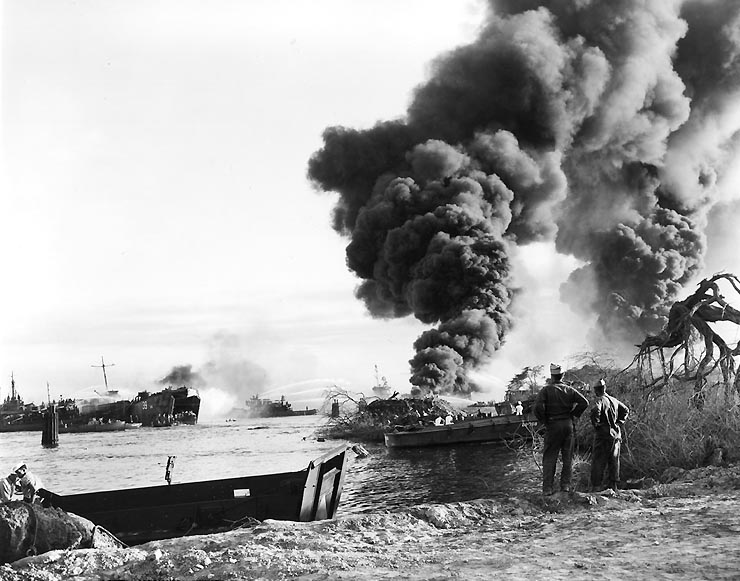
L'USS LST-480 en feu lors du West Loch disaster

L'attaque de Pearl Harbor force l'entrée des États-Unis dans la Seconde Guerre mondiale. Pearl Harbor se trouve de facto sur la ligne de front de la guerre contre l’empire du Japon. Bien que l'attaque soit dévastatrice pour les navires de la flotte du Pacifique, elle ne touche aucun porte-avions américain. Elle ne fait aussi que peu de dégâts aux infrastructures de la base qui vont se développer durant toute la guerre. Les installations de Pearl Harbor vont se montrer vitales pour assurer le maintien opérationnel des navires américains sur le théâtre Pacifique. Et c'est de son quartier général à Pearl Harbor que l'amiral Chester Nimitz supervise l'avance américaine dans le Pacifique.
Les principaux dépôts de carburants qui étaient des citernes à l'air libre sont transférés dans une vaste installation souterraine, le Red Hill Underground Fuel Storage Facility (en) construit entre aout 1940 et septembre 1943. Le 7 mars 2022, la décision de fermer celle-ci est annoncé.
Pendant la Seconde Guerre mondiale, la base sous-marine de Pearl Harbor entretient une flotte de sous-marins qui fait 488 patrouilles dans le Pacifique et coule un total de 2 009 744 tonnes de navires ennemis. L'expansion de la base des sous-marins a atteint alors son apogée en 1944 avec 6 633 hommes de troupe au service sur la base.
Au cours de l'année 1944, la base navale est victime d'un terrible incendie que l'on nomma West Loch disaster. Juste après 15 heures, le dimanche 21 mai 1944, une explosion dans une zone de transit pour des navires Landing Ship Tank (LST) et d'autres navires et Embarcation de débarquement à West Loch entraîne un incendie qui se propage rapidement aux navires en cours de préparation pour l'opération Forager sur les îles Mariannes. Au cours des 24 heures suivant, six LST coulent, 163 membres de la marine meurent et 396 sont blessés.
L’enquête menée par le Naval Board of Inquiry (en) n'a jamais réussi à déterminer la cause exacte de la catastrophe. Mais elle conclut que la première explosion fut causée lors d’un déchargement de munitions à bord de l'USS LST-353. L'incident, avec la catastrophe de Port Chicago en Californie deux mois plus tard, conduit à des changements majeurs dans les pratiques de manipulation d'armes au sein de la marine des États-Unis.

### Après guerre
Après la guerre, Pearl Harbor reste le port d'attache de la flotte américaine du Pacifique. Les fonctions combinées de la base navale et de la base aérienne assurent une place importante dans le dispositif militaire des États-Unis afin de maintenir une présence américaine forte dans le Pacifique. La base permet un soutien essentiel aux opérations navales au cours de la guerre de Corée et de la guerre du Vietnam. Elle conserve une fonction stratégique durant toute la Guerre froide. La présence de la flotte du Pacifique à Pearl Harbor a été un atout précieux pour contrer la présence soviétique en Asie et dans le Pacifique.
Entre 1948 et 2010, les forces armées des États-Unis exploitent la base d’Hickam comme la principale plate-forme logistique dans le Pacifique. Elle permet le soutien des opérations américaines, l'entretien des avions, le déploiement des hommes et du matériel, lors des différents conflits en Corée, au Viêt Nam, mais aussi au Moyen-Orient, et lors de missions humanitaires.
Le rapport Base Realignment and Closure Commission de 2005 (en) au président recommande la relocalisation de certaines fonctions de gestion et la mise en place d’une base interarmées Pearl Harbor-Hickam. La combinaison des deux bases devrait permettre une meilleure synergie des Forces aériennes et de la Marine afin de réaliser un véritable gain d'efficacité et d’augmenter les capacités opérationnelles dans le Pacifique. Le 1er octobre 2010, la base navale NAVSTA Pearl Harbor fusionne avec la base aérienne Hickam Air Force Base afin de devenir la Joint Base Pearl Harbor-Hickam (en) (JBPHH) combinant les deux entités historiques en une seule installation commune.
La base navale dans sa totalité est reconnue le 29 janvier 1964 comme un site historique national par le Centre des monuments nationaux. Dans ses limites, la base contient plusieurs autres sites historiques nationaux associés à l’attaque sur Pearl Harbor. La base navale de Pearl Harbor accueille le mémorial de l'USS Arizona ainsi que les navires musées USS Missouri et USS Bowfin.

## Les installations

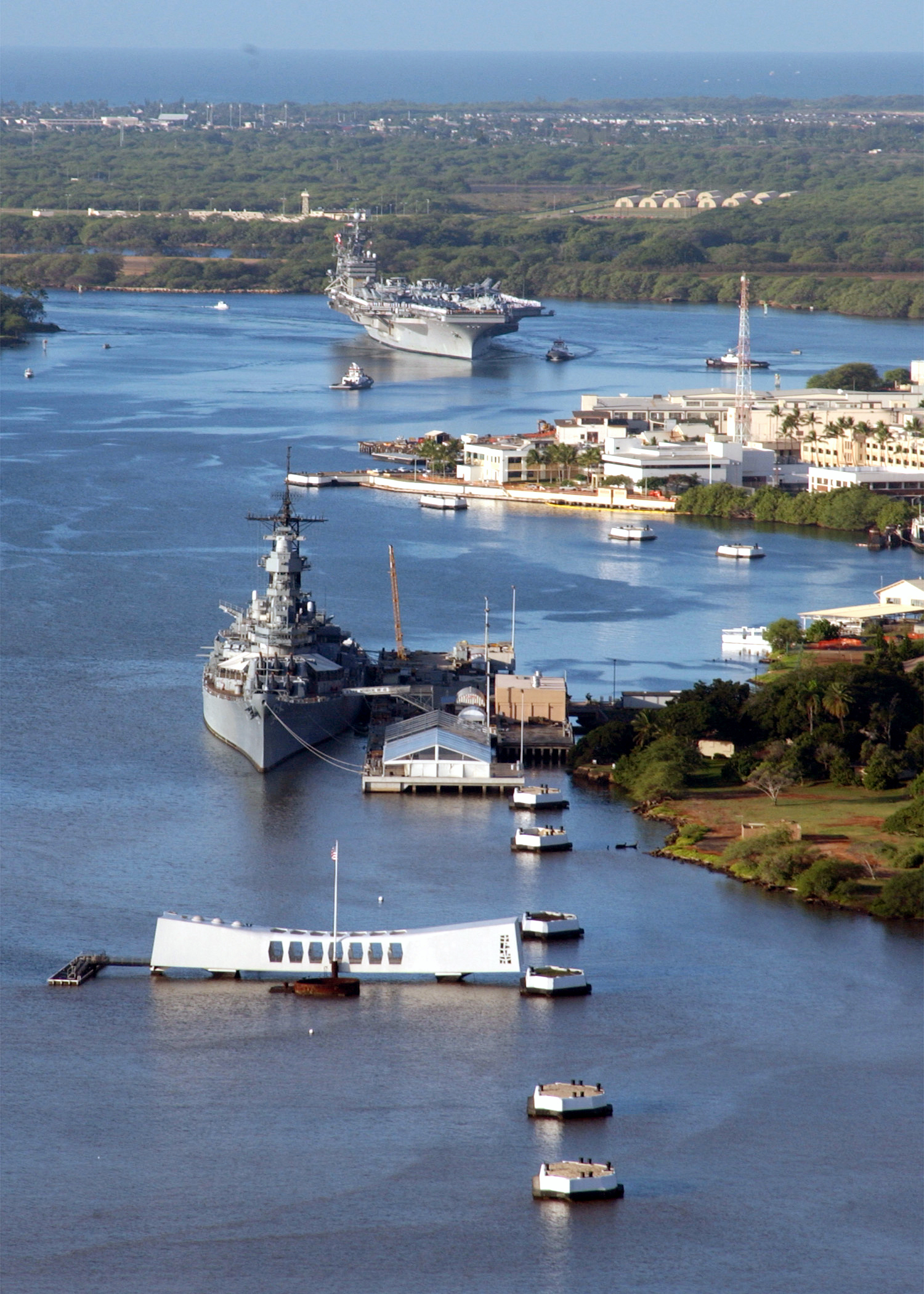
L'USS Carl Vinson, l'Arizona Memorial et l'USS Missouri en 2003

La base de Pearl Harbor est un port militaire qui accueille les navires de surface et les sous-marins. Elle fournit des services de maintenance et de formation. Pearl Harbor peut accueillir les plus grands navires de la flotte en accostage ou en cale sèche (exemple : USS Competent (AFDM-6)); C’est le foyer de plus de 160 commandements de la marine américaine. La base permet l'accueil et le logement de ses personnels ainsi que de leur famille et fournit tout le soutien logistique nécessaire aux personnels stationnés sur la base comme aux nombreux marins de passage. Parce que Pearl Harbor est le seul établissement de maintenance intermédiaire aux sous-marins dans le centre Pacifique, elle accueille aussi un grand nombre de sous-mariniers de passage.
Le Naval Computer and Telecommunications Area Master Station Pacific (en) (NCTAMS PAC) situé à Wahiawa (Hawaii) (en) est l'une des plus grandes stations de communications au monde. Cette installation est située dans la partie centrale de l'île d'Oahu, à environ trois miles au nord de Wahiawa et à une vingtaine de kilomètres de la base navale.

## Commandements militaires à Pearl Harbor
Commandements militaires à Pearl Harbor. :
- Commandement United States Pacific Fleet
- Commandement Pacific Air Forces
- Commandement Pearl Harbor Naval Shipyard
- Commandement Naval Computer and Telecommunications Area Master Station Pacific (en) (NCTAMS Pacific)
- Commandement Thirteenth Air Force
- Commandement 154th Wing - Hawaii Air National Guard
- Commandement Joint POW/MIA Accounting Command (en) (JPAC)

## Port d'attache
[Quand ?]

### Navire de surface

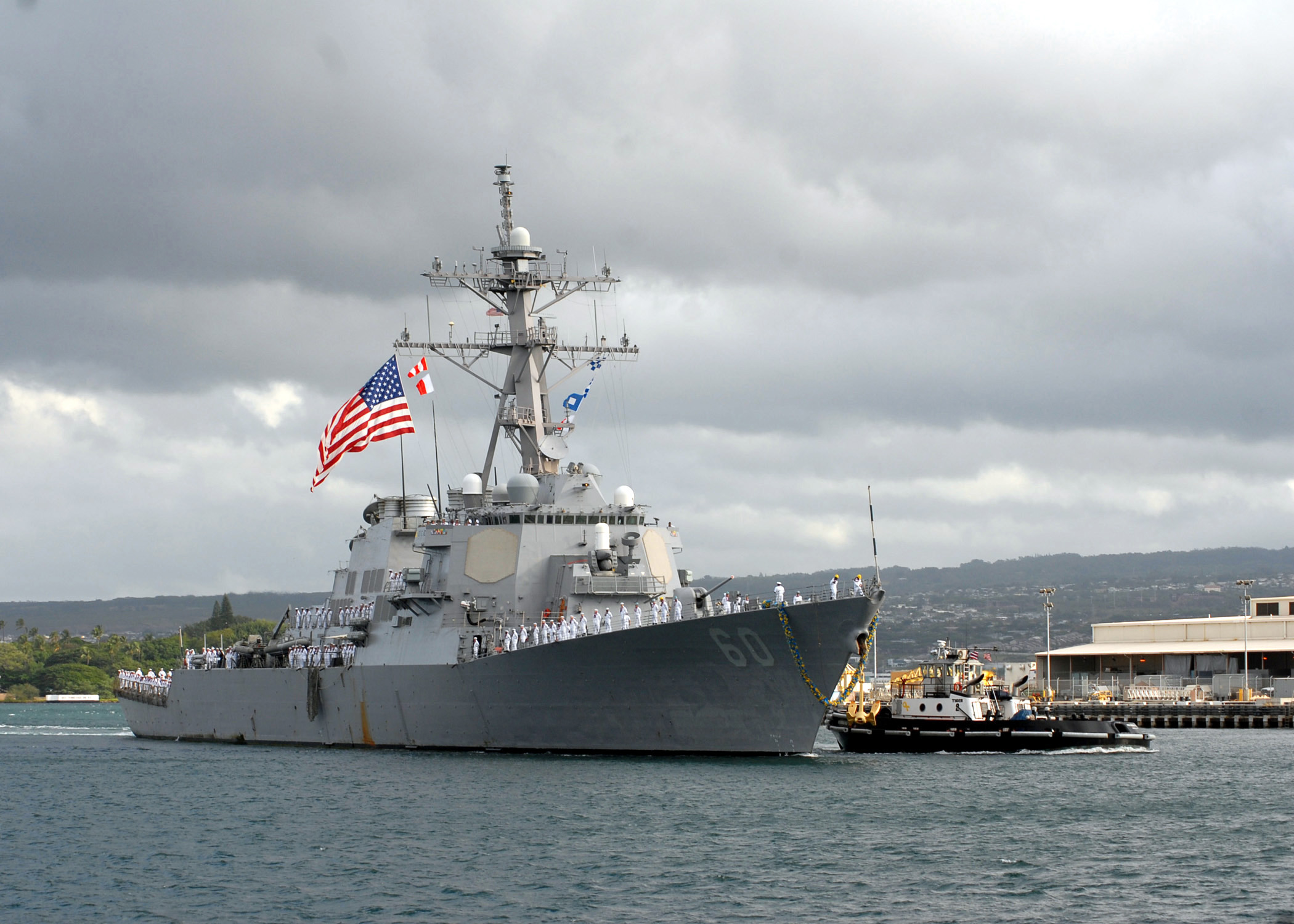
L'USS Paul Hamilton à Pearl Harbor en 2007

Classe Arleigh Burke, 7 destroyers:
- USS Paul Hamilton (DDG-60)
- USS Hopper (DDG-70)
- USS O'Kane (DDG-77)
- USS Chafee (DDG-90)
- USS Chung-Hoon (DDG-93)
- USS Halsey (DDG-97)
- USS Michael Murphy (DDG-112)

Classe Ticonderoga, 3 croiseurs:
- USS Chosin (CG-65)
- USS Lake Erie (CG-70)
- USS Port Royal (CG-73)

### Sous-marin

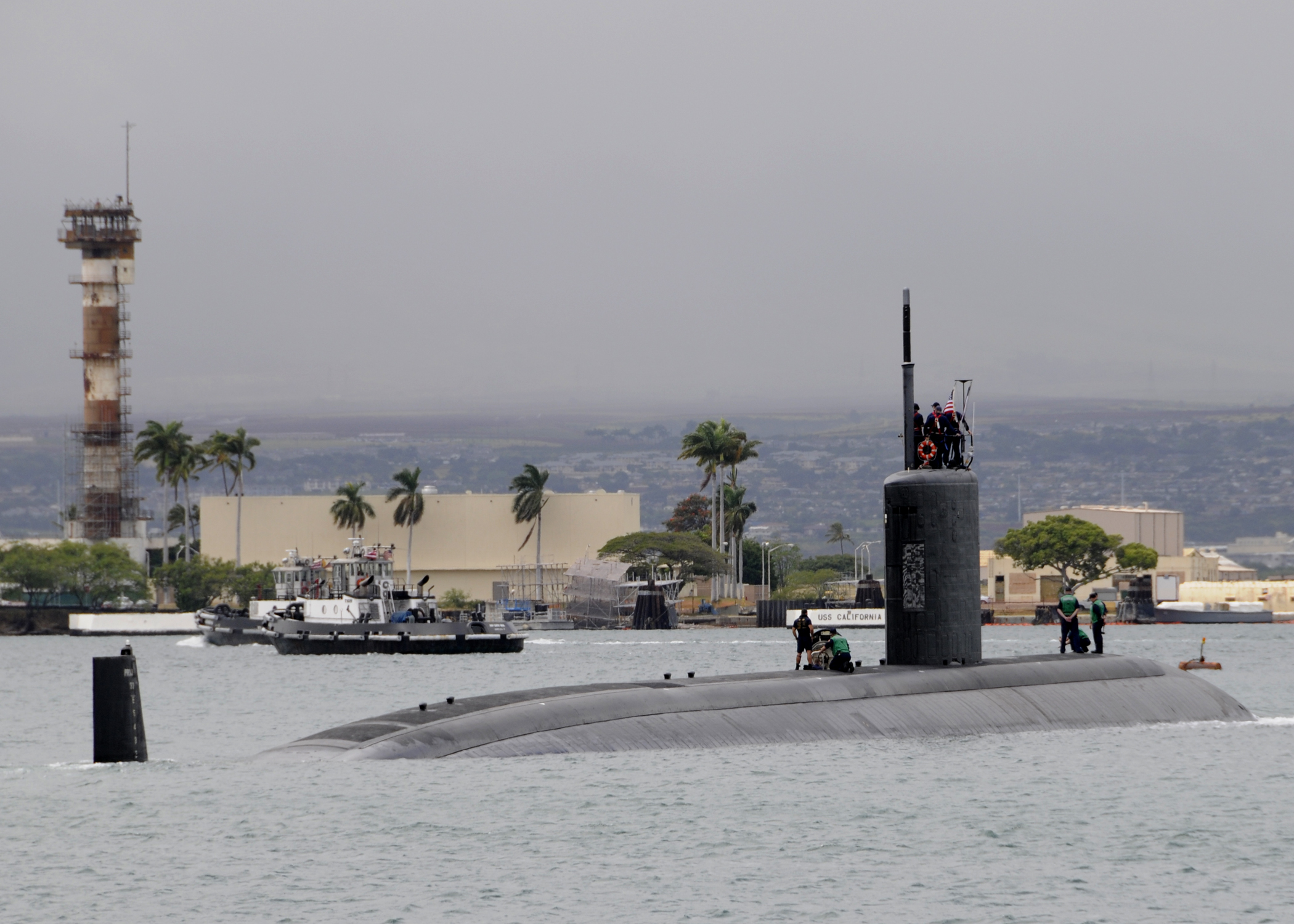
L'USS Cheyenne quittant Pearl Harbor

Classe Los Angeles, 12 :
- USS Bremerton (SSN-698)
- USS La Jolla (SSN-701)
- USS Houston (SSN-713)
- USS Olympia (SSN-717)
- USS Columbus (SSN-762)
- USS Santa Fe (SSN-763)
- USS Charlotte (SSN-766)
- USS Tucson (SSN-770)
- USS Columbia (SSN-771)
- USS Greeneville (SSN-772)
- USS Cheyenne (SSN-773)
- USS Buffalo (SSN-715)[17]

Classe Virginia, 2 :
- USS North Carolina (SSN-777)
- USS Texas (SSN-775)

Dans le cadre du plan quadriennal de défense (en) en 2006, l'US Navy a annoncé qu'elle allait placer 60 % de ses sous-marins d'attaque dans le Pacifique après 2010.